# Holzleute (Stiefenhofen)
Holzleute (westallgäuerisch: Holtsleitə) ist ein Gemeindeteil innerhalb der bayerisch-schwäbischen Gemeinde Stiefenhofen im Landkreis Lindau (Bodensee).

## Geographie
Der Weiler liegt circa 0,5 Kilometer nördlich des Hauptorts Stiefenhofen und zählt zur Region Westallgäu.

## Ortsname
Der Ortsname stammt vermutlich vom mittelhochdeutschen Wort holzlite für Abhang am Wald ab. Möglich ist auch das Plural vom Holzmann bzw. Waldarbeiter.

## Geschichte
Holzleute wurde erstmals im Jahr 1403 mit Cuontz der Küszel von Holtzlüten urkundlich erwähnt. 1771 fand die Vereinödung in Holzleute mit sieben Teilnehmern statt. Der Ort gehörte einst dem Gericht Simmerberg in der Herrschaft Bregenz an – später der Gemeinde Harbatshofen, die 1972 in die Gemeinde Stiefenhofen aufging.